# Рисівка медовотравна
{{#ifeq:0|0|{{#if:|{{#if:Piptatherumholciforme|[[]}}|}}}}
Рисівка медовотравна (Piptatherum holciforme) — вид однодольних рослин з родини злакових.

## Опис

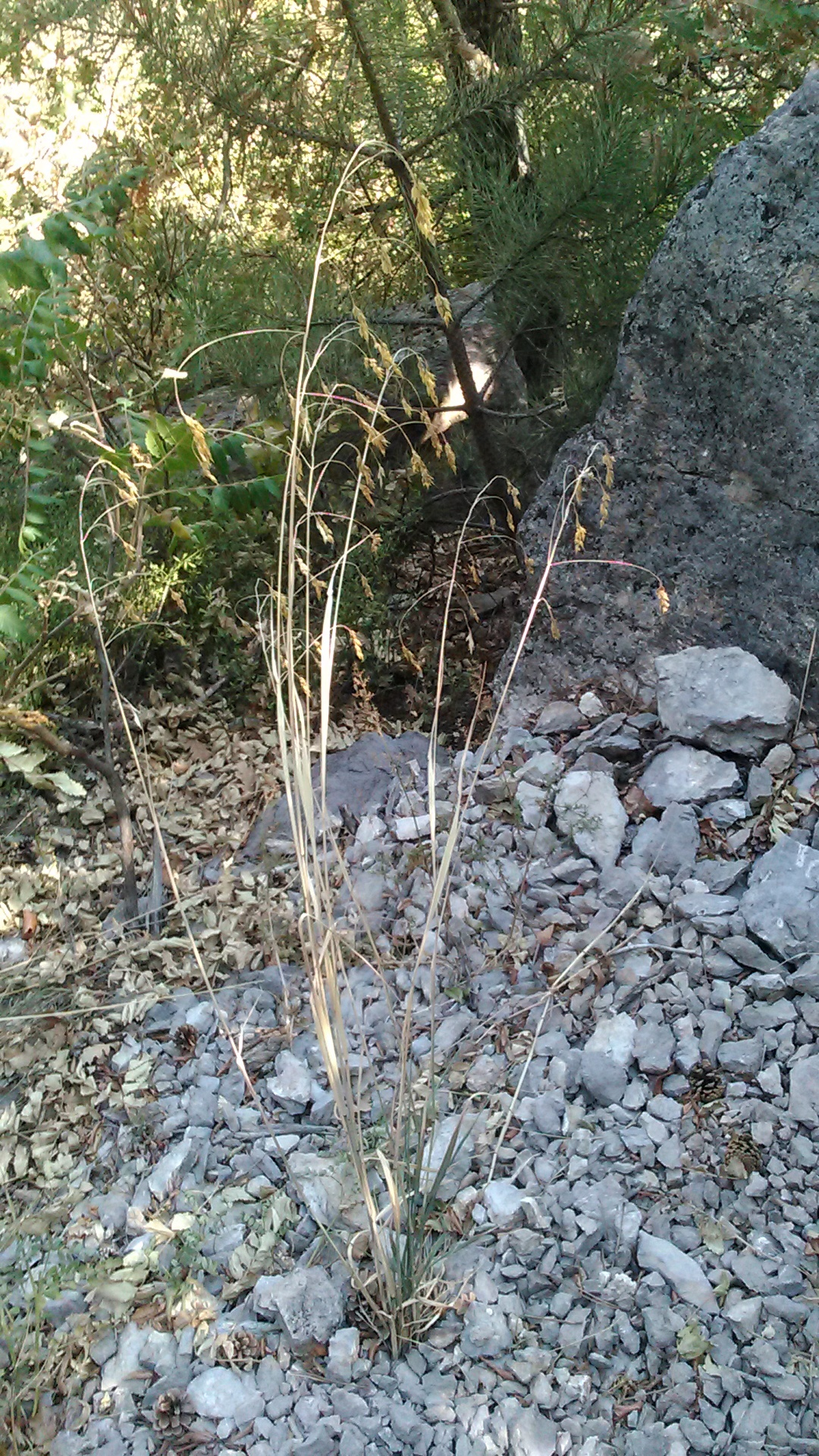

Багаторічна рослина 55—110 см завдовжки. Листки плоскі, 3–4 мм завширшки, у безплідних пагонів щетиноподібно згорнуті, 1.5–2 мм завширшки. Язичок загострений, 4–15 мм завдовжки. Колосочки 7–9 мм завдовжки. Нижня квіткова луска при зрілих плодах темно-коричнева, укрита буруватими волосками, що легко опадають, 5–6 мм завдовжки, з остюком 5–9 мм завдовжки. Період цвітіння: травень — липень.

## Поширення
Вид росте на півдні Європи, на півночі та сході Африки, у західній і центрально-західній Азії.
В Україні вид росте на кам'янистих місцях, зсувах і осипах, в розріджених листяних і ялівцево-дубових лісах і чагарникових чагарниках — на ПБК, часто; у гірському Криму, зрідка.

## Культивування
Нині вид росте майже виключно в дикій природі. Наскільки злакові трави вирощувалися в минулому корінними народами, зараз незрозуміло через численні сорти. Охало, палеолітична археологічна стоянка мисливців-збирачів у Галілеї, вздовж берега Галілейського моря, виявила сховище, де зберігалися зерна волохатого проса (Piptatherum holciforme) разом з іншими зернами. В Ізраїлі саджанці проса волохатого іноді використовують для пересівання крайових земель під пасовища.